# Северо-Итальянская операция
Северо-Итальянская операция (кодовое название — «Grapeshot») — стратегическая военная операция сил антигитлеровской коалиции (США, Великобритания, Польша) при поддержке итальянского движения Сопротивления против войск Германии и Итальянской социальной республики, осуществлённая 6 апреля — 2 мая 1945 года с целью освобождения Северной Италии от немецких войск.

## Военно-стратегическая ситуация
После неудачных попыток англо-американских войск осенью 1944 разгромить немцев в Италии и выйти в долину реки По наступило длительное затишье. Положение немецких войск осложнялось тем, что на оккупированной ими территории широко развернулось итальянское партизанское движение Сопротивления.
В течение первых трёх месяцев 1945 англо-американское командование не решалось проводить наступательные операции. Наступление было намечено на 9 апреля 1945.
Англо-американское командование планировало нанести удар восточнее Болоньи силами 8-й английской армии, а юго-западнее этого города — силами 5-й американской армии. Прорвав оборону и овладев Болоньей, обе армии должны были развивать наступление на Бондено. Предусматривалось форсировать реку По на участке от Феррара до Пьяченцы. Затем 8-й армии надлежало продвигаться по побережью Венецианского залива, овладеть Триестом и выйти к югославской границе. 5-я армия должна была наступать на север, занять Бреннерский перевал и территорию северо-западной Италии.

## Расстановка сил

### Антигитлеровская коалиция
- 15-я группа армий (М. Кларк)
  - 5-я американская армия (Л. Траскотт): 4-й и 2-й корпуса
  - 8-я британская армия (Р. Маккрири): 13-й, 10-й и 5-й английские корпуса, 2-й польский корпус

### Германия и Италия
- Группа армий «Ц» (Г. Фитингоф) — 27 дивизий
  - Армейская группа «Лигурия» (Р. Грациани)
    - 14-я армия (К. Типпельскирх)
    - 10-я армия (И. Лемельзен)

## Ход операции
9 апреля началось наступление 8-й английской армии при поддержке артиллерии и авиации. В течение полутора суток английские и польские войска продвинулись на глубину 5 км, выйдя на правый берег реки Сантерно. 11 апреля соединения 8-й английской армии переправились через Сантерно.
Немецкие войска начали отступать. К утру 14 апреля англичане вышли на правый берег рек Силларо и Рено, захватили мост в районе южнее Ардженты и начали бои за Ардженту.
14 апреля перешла в наступление 5-я американская армия в направлении Павулло, Модена.
Утром 21 апреля в освобождённую партизанами и населением Болонью вступили американские войска.
Тогда немецкое командование отдало приказ отступать по всему фронту. 21 апреля 8-я английская армия начала продвижение восточнее Болоньи в направлении Феррара, Падуя, а 5-я американская армия — в направлении Модена, Верона, Специя, Генуя. 22-26 апреля англо-американские войска переправились через По.
В ночь на 25 апреля в Генуе, Милане, Турине и Венеции вспыхнуло восстание. Затем оно распространилось на всю оккупированную часть Северной Италии. Партизаны совместно с населением освободили Геную, Милан, Падую, Венецию и Турин. В Генуе партизаны пленили командующего армией «Лигурия» Р. Грациани, 28 апреля партизаны схватили и казнили Б. Муссолини.
29 апреля в штабе главнокомандующего союзных сил антигитлеровской коалиции в районе Средиземного моря Г. Александера представители немецкого командования в Италии подписали акт о капитуляции, который 2 мая с 12 часов вступил в силу.
4 мая 88-я американская пехотная дивизия достигла Бреннерского перевала в Альпах и встретилась там с частями 7-й американской армии, которые перешли через Альпы, наступая из Западной Европы — таким образом Западный фронт (Западноевропейский театр военных действий) и Итальянский фронт объединились.

## Итоги
В результате операции была закончена не только Итальянская кампания, но и все военные действия на Средиземноморском театре военных действий.